# Осиповский, Димитрий Тимофеевич
Димитрий (Дмитрий) Тимофеевич Осиповский (1807 или 1813 — 8 сентября 1881) — российский медик и чиновник, научный писатель по медицине, действительный статский советник, главный доктор Московской Мариинской больницы.
Был сыном известного профессора Тимофея Фёдоровича Осиповского. Начальное образование получил дома, в 1827 году, сдав экзамен, был принят на медицинский факультет Московского университета в число своекоштных студентов. В 1831 году окончил курс со званием лекаря 1-го отделения, в следующем сдал экзамен на звание акушера и в марте 1833 года получил место врача в Московской городской больнице, где прослужил более десяти лет, причём в 1836 году был утверждён в звании медико-хирурга, а три года спустя был командирован больницей для усовершенствования образования за границу.
В течение двух с небольших лет он побывал в Париже и некоторых городах Англии, Италии и Германии; по возвращении в Москву продолжал около четырёх лет службу в Московской городской больнице, где по его указанию, согласно сведениям, полученным во время заграничной поездки, был применён ряд новых способов лечения. 8 марта 1845 года был назначен консультантом и оператором больницы для чернорабочих в Москве, в которой прослужил более десяти лет, причём с 1849 года состоял одновременно старшим ординатором Московской Мариинской больницы. В 1858 году был назначен главным доктором той же больницы и консультантом Московской детской больницы. Около 1880 года Осиповский вышел в отставку и занялся частной практикой. Умер в Москве через год, оставив по духовному завещанию медико-фармацевтическому обществу, членом которого он состоял много лет, 3000 рублей для воспитания на проценты с них одной дочери врача.
Начав свою научно-литературную деятельность ещё во время пребывания в Париже, Осиповский помещал свои статьи преимущественно в «Друге Здравия» и «Московском Врачебном журнале». Главные труды: «Лечение холодной водой в Александробаде в Баварии» («Друг Здравия», 1839 год, № 40), «Кровоточивая болезнь Верлгофа» («Московский Врачебный журнал», 1847 год), «Студенистая саркома» («Московский Врачебный журнал», 1855 год, том I, страница 368), «Pharmacopea Mariae nosocomii Mosquensis» (Москва, 1858 и 1862).